# إيرفن لاسلو
إيرفن لاسلو (بالمجرية: László Ervin) (بالإنجليزية: Ervin László) هو عازف بيانو وفيلسوف وكاتب أمريكي ومجري، ولد في 12 يونيو 1932 في بودابست في المجر.

## وصلات خارجية
- الموقع الرسمي
- إيرفن لاسلو على موقع ميوزك برينز (الإنجليزية)
- إيرفن لاسلو على موقع ديسكوغز (الإنجليزية)